# Bucculatrix kimballi
Bucculatrix kimballi är en fjärilsart som beskrevs av Braun 1963. Bucculatrix kimballi ingår i släktet Bucculatrix och familjen kronmalar. Inga underarter finns listade i Catalogue of Life.